# Сарри, Веатрики
Веатри́ки Сарри́ (греч. Βεατρίκη Σαρρή; 1 января 1998, Греция) — греческая футболистка, нападающая английского клуба «Бирмингем Сити» и сборной Греции.

## Клубная карьера
Начала футбольную карьеру в английских клубах «Лидс Юнайтед» (2017) и «Файлд». За «Файлд» провела один сезон 2017/18 в Женской национальной лиге ФА. В сентябре 2017 года в матче против «Гисле Виксенс» получила серьезную травму, из-за которой пропустила остаток сезона.
Восстановившись после травмы, в 2018 году перешла в клуб Женского чемпионшипа ФА «Шеффилд Юнайтед». 25 ноября 2018 дебютировала за новую команду в домашнем матче Женского чемпионшипа ФА против «Льюиса» (3:2). Выступала на позиции вингера. Впоследствии стала одним из основных игроков «Шеффилд Юнайтед», возглавляемой Карлой Уорд, игроком стартового состава в сезоне 2019/20 и в первой половине 2020/21.
7 января 2021 года расторла контракт с «Шеффилд Юнайтед». Всего провела за «Шеффилд» 49 матчей во всех турнирах, в которых отметилась 5 голами. В тот же день подписала контракт с английским клубом Женской суперлиги ФА «Бирмингем Сити». Тем самым снова получила возможность играть под руководством Карлы Уорд, возглавившей «Бирмингем» в августе 2020 года.
28 апреля 2021 года дебютировала за клуб в домашнем матче Кубка Англии в против «Ковентри» (5:1), выйдя в стартовом составе, но была заменена на 86-й минуте на Хейди Логан. 28 апреля 2021 года дебютировала в Женской суперлиге ФА в домашней игре против «Астон Виллы» (1:1) и забила свой первый гол за «Бирмингем», сравняв счёт на 90+6 минуте точным ударом со штрафного.

## Карьера в сборной
Выступала за сборные Греции до 17 и до 19 лет.
22 октября 2015 года дебютировала в сборной Греции в выездном матче отборочного турнира к чемпионату Европы 2017 года против сборной Албании (4:1), выйдя на замену Кристины Коковиаду на 87-й минуте. Свой первый гол за сборную забила 27 ноября 2015 года в следующем матче отборочного турнира против сборной Румынии (1:3), отличившись на 65-й минуте.
В составе Греции также принимала участие в отборочных турнирах к чемпионату мира 2019 года и к чемпионату Европы 2022 года.

## Личная жизнь
Получила степень бакалавра наук в университете Лидс Беккет  (бывший Городской университет Лидса), который окончила в 2019 году.

## Статистика

### Голы за сборную
| № | Дата           | Стадион                      | Оппонент | Счёт | Результат | Соревнование             | Прим.  |
| - | -------------- | ---------------------------- | -------- | ---- | --------- | ------------------------ | ------ |
| 1 | 27 ноября 2015 | «Катерини», Катерини, Греция | Румыния  | 1:2  | 1:3       | Отборочные матчи ЧЕ-2017 | [ 11 ] |